# Konstadinos Markoulakis
Konstandinos Markoulakis, grekisk skådespelare född 1971.

## Roller (i urval)
- (2004) - Etsi Xafnika TV-serie
- (2004) - Hardcore
- (2002) - Ah Kai Na Xeres
- (2000) - Na Me Proseheis TV-serie
- (2000) - Rizoto

## Fotnoter
1. ↑  Internet Movie Database, läst: 20 juni 2019.[källa från Wikidata]